# Notocheirus hubbsi
Notocheirus hubbsi – słabo poznany gatunek morskiej ryby aterynokształtnej z monotypowej rodziny Notocheiridae, jedyny przedstawiciel rodzaju Notocheirus, opisany naukowo przez H. W. Clarka w 1937. Występuje w przybrzeżnych wodach Chile. Żywi się planktonem.